# Драголов сборник
Драголовият сборник (на сръбски: Зборник попа Драгоља) е средновековен ръкопис, сборник със смесено съдържание. Написан е на кирилица в сръбска редакция на старобългарския от презвитер Василий Драгол към 1259 година.
Включва преработка на беседата на презвитер Козма против богомилите. По-голямата част от съчиненията в сборника са старобългарски по произход, сборни (откъси от съчинения на други автори) и оригинални (сиреч собствено творчество, а не преписи), създадени през втората половина на ХІ и през ХІІ-ХІІІ в.
Ръкописът е открит през 1875 година от Панта Сречкович в семейството на свещеник в православно село в Шкодренско в което е пазен в продължение на 17 поколения. Съхранява се в Народната библиотека в Белград, но е изгубен при нейната евакуация през 1915 година, през Първата световна война. През 1969 година е открит в Западна Германия и откупен от библиотеката.